# تیم اکلستون
تیم اکلستون (انگلیسی: Tim Ecclestone; ۲۴ سپتامبر ۱۹۴۷ – ۲ مارس ۲۰۲۴) مربی و بازیکن هاکی روی یخ اهل کانادا بود که ۱۱ فصل در لیگ ملی هاکی بازی کرد. از باشگاه‌هایی که اکلستون در آن بازی کرده‌است می‌توان به تورنتو میپل لیفز اشاره کرد.